# Tórtora alablanca
La tórtora alablanca o tórtora d'ales blanques (Zenaida asiatica) és una espècie d'ocell de la família dels colúmbids (Columbidae) que habita garrigues, boscos, manglars i terres de conreu des del sud dels Estats Units, a través de Mèxic, Bahames, Antilles i Amèrica Central fins a Panamà.